# ديلشود راخماتولايف
ديلشود راخماتولايف (17 فبراير 1989 بطشقند في أوزبكستان - ) هو لاعب كرة قدم أوزبكستاني في مركز الوسط. شارك مع منتخب أوزبكستان لكرة القدم. أما مع النوادي، فقد لعب مع شانلي أورفا سبور ونادي لوكوموتيف طشقند ونادي نسف قرشي واجمك اف سي.

## روابط خارجية
- ديلشود راخماتولايف على موقع اتحاد تركيا (لاعب) (الإنجليزية)
- ديلشود راخماتولايف على موقع قاعدة بيانات كرة القدم.إي يو (الإنجليزية)
- ديلشود راخماتولايف على موقع ناشيونال فوتبول تيمز (الإنجليزية)
- ديلشود راخماتولايف على موقع Soccerway.com (الإنجليزية)
- ديلشود راخماتولايف على موقع عالم كرة القدم.نت (الإنجليزية)